# Liste der Monuments historiques in Hourges
Die Liste der Monuments historiques in Hourges führt die Monuments historiques in der französischen Gemeinde Hourges auf.

## Liste der Objekte
| Bezeichnung                                         | Beschreibung           | Standort                                    | Kennzeichnung | Schutzstatus | Datum | Bild |
| --------------------------------------------------- | ---------------------- | ------------------------------------------- | ------------- | ------------ | ----- | ---- |
| Grabstein mit Relief einer Kreuzigungsgruppe (1)    | Stein, bezeichnet 1641 | in der Kirche St-Ruffin-et-St-Valère (Lage) | PM51001901    | Inscrit      | 2003  |      |
| Fragmente eines Retabels                            | Stein, 16. Jahrhundert | in der Kirche St-Ruffin-et-St-Valère (Lage) | PM51001895    | Inscrit      | 2003  |      |
| Skulptur eines Apostels                             | Stein, 16. Jahrhundert | in der Kirche St-Ruffin-et-St-Valère (Lage) | PM51001898    | Inscrit      | 2003  |      |
| Skulptur Heilige Barbara                            | Stein, 16. Jahrhundert | in der Kirche St-Ruffin-et-St-Valère (Lage) | PM51001896    | Inscrit      | 2003  |      |
| Skulptur einer Märtyrerin                           | Stein, 17. Jahrhundert | in der Kirche St-Ruffin-et-St-Valère (Lage) | PM51001899    | Inscrit      | 2003  |      |
| Skulptur Heilige Margaretha                         | Sten, 16. Jahrhundert  | in der Kirche St-Ruffin-et-St-Valère (Lage) | PM51001897    | Inscrit      | 2003  |      |
| Relief Christus am Kreuz mit zwei knienden Stiftern | Stein, 17. Jahrhundert | in der Kirche St-Ruffin-et-St-Valère (Lage) | PM51001900    | Inscrit      | 2003  |      |
| Grabstein mit Relief einer Kreuzigungsgruppe (1)    | Stein, bezeichnet 1630 | in der Kirche St-Ruffin-et-St-Valère (Lage) | PM51001902    | Inscrit      | 2003  |      |